# آنه ناکامورا
آنه ناکامورا (انگلیسی: Anne Nakamura؛ زادهٔ ۱۷ سپتامبر ۱۹۸۷) مدل (شخص)، شخصیت‌های تلویزیونی در ژاپن، و بازیگر اهل ژاپن است.